# Chausseterre
Chausseterre ist eine französische Gemeinde mit 213 Einwohnern (Stand 1. Januar 2022) im Département Loire in der Region Auvergne-Rhône-Alpes (vor 2016 Rhône-Alpes). Chausseterre gehört zum Arrondissement Roanne und zum Kanton Renaison.

## Geographie
Chausseterre liegt etwa 30 Kilometer südwestlich von Roanne am Aix. Umgeben wird Chausseterre von den Nachbargemeinden Saint-Priest-la-Prugne im Norden, Saint-Just-en-Chevalet im Osten und Nordosten, Saint-Romain-d’Urfé im Süden und Osten, Les Salles im Süden sowie Arconsat im Westen.

## Geschichte
Chausseterre wurde als eigenständige Gemeinde 1947 aus Saint-Romain-d’Urfé herausgelöst.

## Bevölkerungsentwicklung
| Jahr                       | 1962 | 1968 | 1975 | 1982 | 1990 | 1999 | 2006 | 2017 |
| Einwohner                  | 372  | 366  | 326  | 314  | 277  | 277  | 256  | 224  |
| Quellen: Cassini und INSEE |      |      |      |      |      |      |      |      |

## Sehenswürdigkeiten
- Kirche Saint-Georges aus dem 19. Jahrhundert

## Weblinks

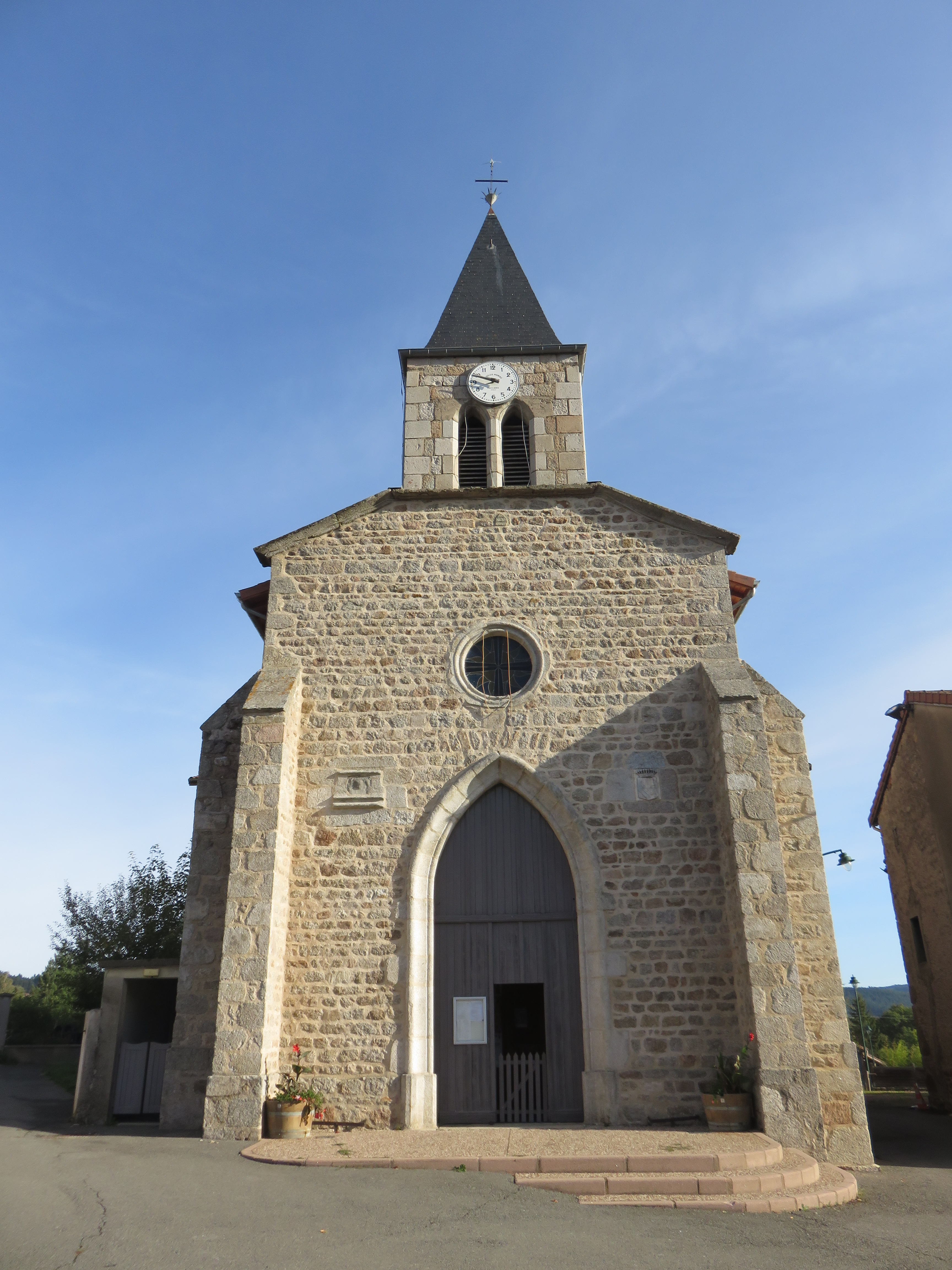
Kirche Saint-Georges